# Bushi (taal)
Bushi, ook Shibushi, Kibushi, Kibuki, Shibushi Shimaore, Sakalava of Antalaotra, is een Austronesische taal van de groep der Malagasitalen, die wordt gesproken in de onder Frans bewind vallende Afrikaanse eilandengroep Mayotte in de Indische Oceaan en door de gelijknamige etnische groep Sakalava in het westen van Madagaskar. Het is, na Comorees, de tweede taal van de kolonie Mayotte, desondanks is het Frans de enige officiële taal. Het Bushi is expliciet niet verwant met het Comorees, beide talen behoren zelfs tot een andere primaire familie, zoals het Japans en het Nederlands dat doen. Verkeerdelijk wordt het Bushi soms als een dialect van een andere Malagasitaal gezien.

## Ontwikkeling
Het is niet voldoende om alleen Bushi te kennen in Mayotte. Indien je voor lange termijn aan de slag wil, is kennis van het Frans vereist.
De eventuele spelling van het Bushi is vrijwel onbekend en onaangeleerd bij het volk, de taal wordt praktisch uitsluitend oraal gebruikt.

## Taalgebied
Het Bushi wordt geheel verspreid en (geografisch dan) door elkaar met andere talen (vooral het Comorees) gesproken in Mayotte, maar dan ook alleen daar.

## Classificatie
- Austronesische talen (1268)
  - Malayo-Polynesische talen (1248)
    - Baritotalen (27)
      - Oost-talen (18)
        - Malagasitalen (11)
          - Bushi

## Evolutie van het aantal sprekers
- 1995: 806 000*
- 2001: 39 000

*Er werd toen nog van uitgegaan dat een grote taalgemeenschap in Madagaskar ook een taal of dialect sprak die ongeveer gelijk was aan het Bushi, die personen zijn dan allemaal bijgeteld in de Bushicijfers.

## Verspreiding van de sprekers
- Mayotte: 39 000; 2de plaats, 4de en laatste plaats volgens totaal aantal sprekers

## Grammatica
Het Bushi is een VOS-taal.